# Paul DeWitt Adams
Paul DeWitt Adams, ameriški general, * 6. oktober 1906, † 31. oktober 1987.